# Stadion Oporowska
Stadion przy ul. Oporowskiej – stadion piłkarski we Wrocławiu, na którym trenuje drużyna Śląska Wrocław. Mecze w roli gospodarza rozgrywa na tym stadionie m.in. drużyna rezerw Śląska Wrocław.

## Historia
W roku 1927 wrocławski architekt Richard Konwiarz zaprojektował w tym miejscu Volkspark Breslau Gräbschen (Park Ludowy Wrocław Grabiszyn) zwany Am Sauerbrunn („Przy Kwaśnym Źródle”). Projekt zrealizowano tylko częściowo: wybudowano boisko piłkarskie z bieżnią lekkoatletyczną oraz skocznią w dal i wzwyż. W pierwszej połowie lat 30. XX wieku od strony kolejowej Towarowej Obwodnicy Wrocławia dobudowano jeszcze trybunę na wale ziemnym. Jako gospodarz swoje mecze na tym stadionie rozgrywał klub Breslauer SpVg 02, który przeniósł się na ten stadion w 1936 z pobliskiego boiska na Roonstrasse (obecnie Aleja Pracy).
Przy wjeździe na stadion umieszczony został pomnik sportowców klubu Breslauer Sportfreunde poległych w I wojnie światowej, z którego pozostał do dzisiejszych czasów pamiątkowy kamień z granitu karkonoskiego.
Po II wojnie światowej, w latach 60. i 70., wraz z powstającymi w zrujnowanej dzielnicy Grabiszyn budynkami mieszkalnymi, w bezpośrednim sąsiedztwie stadionu wybudowano hotel. Po modernizacji w 2012 roku był to obiekt trzygwiazdkowy i liczył ponad sto pokoi. W roku 2018 właściciel podjął decyzję o jego rozbudowie.
W latach 90. oraz w pierwszej dekadzie XXI wieku stadion i budynek klubowy były gruntownie modernizowane i dostosowane do wymogów III kategorii UEFA, oraz polskiej ekstraklasy piłkarskiej.
Stadion posiadał wówczas 4 trybuny o ogólnej pojemności 8346 osób
- Trybuna odkryta (wschodnia): 3982 miejsca
- Trybuna kryta (zachodnia): 2784 miejsca
- Trybuna ażurowa północna: 1104 miejsca

czyli 7870 miejsc dla kibiców gospodarzy
- Trybuna ażurowa południowa (trybuna dla kibiców gości): 476 miejsc
- Oświetlenie: cztery 46-metrowe maszty, moc 1400 luksów
- Wymiary boiska: 105x68 m, podgrzewana murawa.

Dodatkowo w budynku klubowym mieściły się tzw. Loże SuperVIP, z których także można oglądać wydarzenia na boisku. Ponad lożami znajduje się taras.
Stadion ten był rekomendowany przez UEFA jako oficjalny obiekt treningowy podczas Euro 2012 i został wybrany przez reprezentację Czech, która wszystkie mecze grupowe rozgrywała we Wrocławiu.
Do 22 października 2011 był to główny stadion pierwszej drużyny Śląska Wrocław, która przeniosła się na Stadion Miejski (7 kwietnia 2012 na jeden mecz powróciła na Oporowską).
Rekord frekwencji padł w sierpniu 1983 podczas meczu Śląsk Wrocław – Górnik Wałbrzych. Na stadionie pojawiło się wtedy około 27 000 widzów
W dniach 22-24 lipca 2016 na stadionie rozegrano turniej Final Four Ligi Mistrzów IFAF Europe w futbolu amerykańskim. Turniej wygrała drużyna Panthers Wrocław.
W czerwcu 2018 zapadła decyzja iż obiekt zostanie przebudowany na centrum treningowe drużyn Śląska Wrocław. Wyburzone zostaną dwie trybuny, a w ich miejscu powstaną kryte hale sportowe oraz drugie pełnowymiarowe boisko.

## Lokalizacja i dojazd

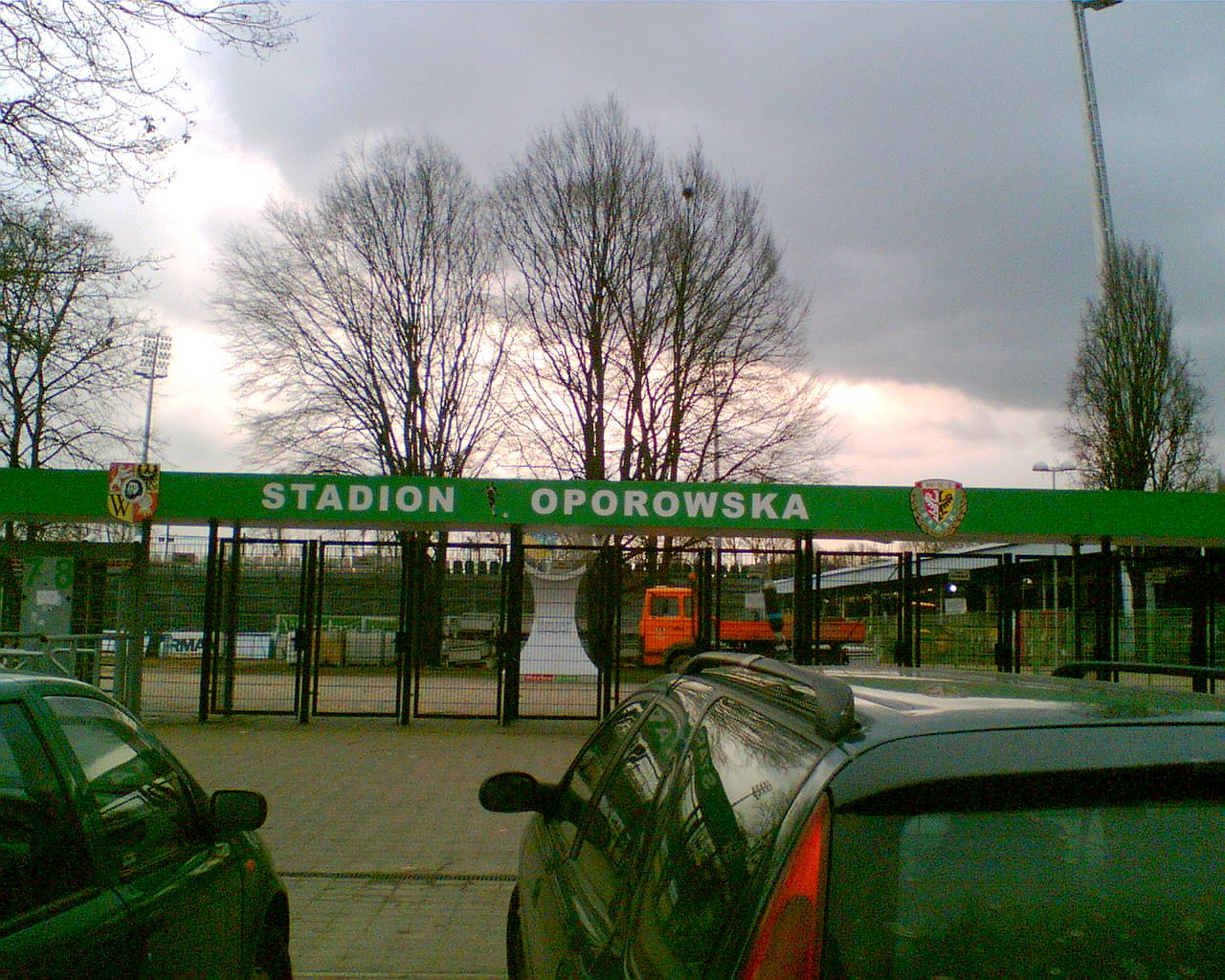
Bramy wejściowe na stadion

Stadion zlokalizowany jest w południowo-zachodniej części miasta na osiedlu Gajowice, wejście główne znajduje się przy ul. Oporowskiej.
Dojazd do stadionu możliwy jest komunikacją miejską: autobusy 124, 126 i 134 do przystanku Plac Srebrny; A do przystanku Pretficza; 125, 325 i nocny 241 do przystanku Kolbuszowska (Stadion), oraz liniami tramwajowymi 4, 5, 11, 14, 24 do przystanku Plac Srebrny na ul. Grabiszyńskiej.

## Mecze reprezentacji Polski w piłce nożnej
| Nr | Rodzaj spotkania                             | Data spotkania  | Rywal reprezentacji Polski | Frekwencja | Wynik meczu | Strzelcy bramek dla reprezentacji Polski |
| -- | -------------------------------------------- | --------------- | -------------------------- | ---------- | ----------- | ---------------------------------------- |
| 1  | Mecz eliminacyjny Mistrzostw Świata RPA 2010 | 6 września 2008 | Słowenia                   | 8400       | 1–1         | Michał Żewłakow                          |